# Rayfoun
Rayfoun, Raifun, Reyfoun, ou رَيْفون en arabe est un village du district du Kesrouan, Liban étendue sur une surface de 189 hectares et délimité par Kleiat Kleiat, Faitroun, Ajaltoun et Achkout.
Le village se situe à de 28 km de Beyrouth et s'élève à une altitude de 1050 mètres du niveau de la mer. Sa population est essentiellement maronite.

## Personnalités liées à la commune
- Nasrallah Boutros Sfeir (1920-2019), patriarche maronite.